# Únos Travise Waltona

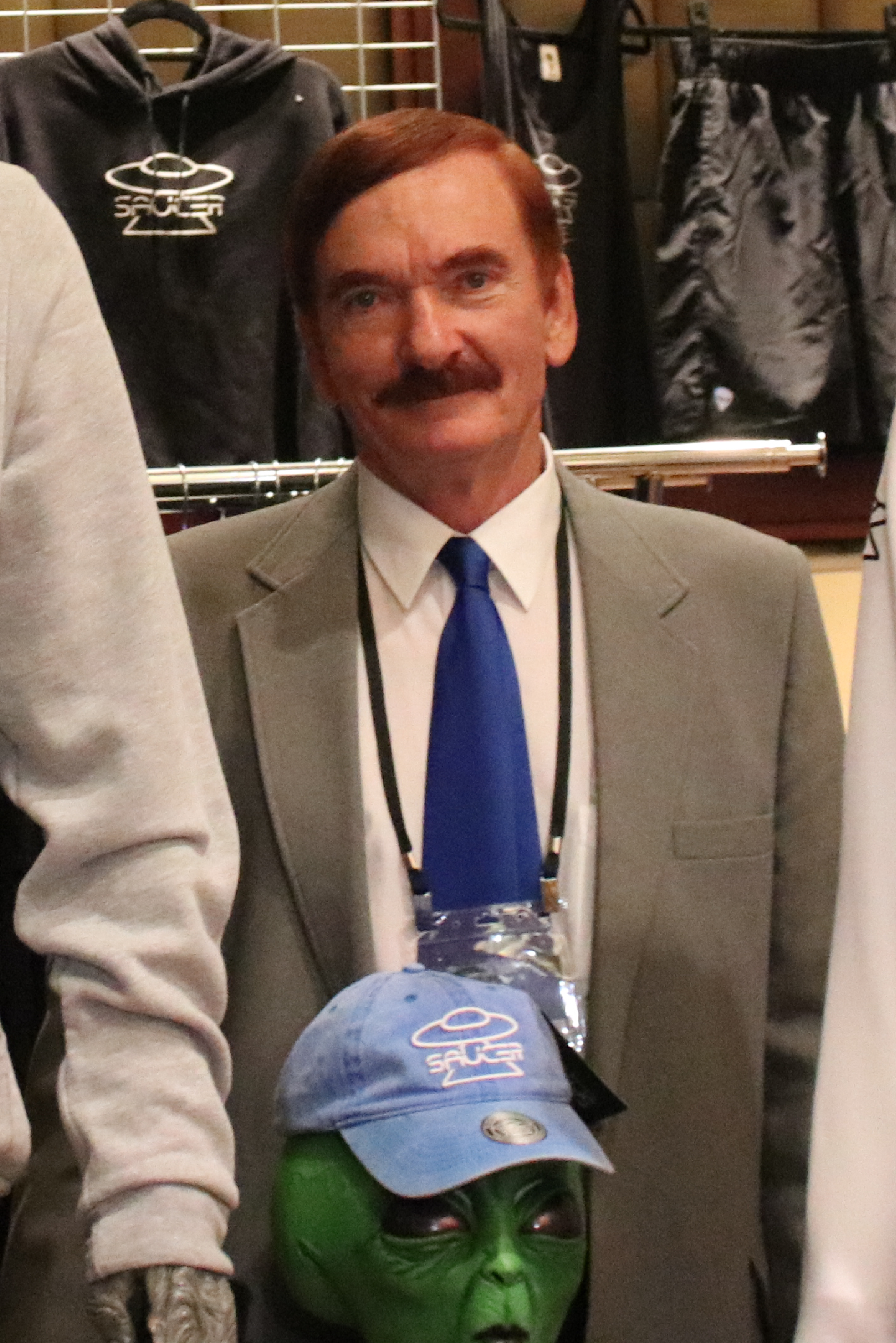
Travis Walton na mezinárodním kongresu UFO ve Phoenixu v Arizoně (2019)

Únos Travise Waltona byl údajný únos do UFO amerického lesního dělníka Travise Waltona ze dne 5. listopadu 1975. Walton pracoval v Apache-Sitgreaves National forests v okolí arizonského Snowflakes. Walton se znovu objevil po pětidenním pátrání. Případ získal publicitu mainstreamu a zůstává jedním z nejznámějších únosů mimozemšťany. Skeptici to považují za podvod. Travis Walton sepsal své vyprávění o únosu do knihy The Walton Experience, 1978, podle které byl později v roce 1993 natočen film Fire in the Sky (Oheň v Oblacích).

## Průběh únosu
Podle Travise Waltona se vše odehrálo 5. listopadu 1975, když pracoval s ostatními dělníky v lese. Při jízdě v kamionu s jeho šesti spolupracovníky narazili na létající talíř, který se vznášel nad zemí ve výšce asi 110 stop. Ozývaly se hlasité zvuky. Walton tvrdí, že poté co opustil kamion a přiblížil se k objektu, najednou se z plavidla objevil paprsek světla a dostal Travise Waltona do stavu bezvědomí. Jeho spolupracovníci byli vyděšení a údajně odjeli. Walton se dle jeho výpovědi probudil v nemocničním pokoji a pozorovali ho tři malí šedí mimozemšťané. Tvrdil, že s nimi bojoval, dokud ho další bytost s helmou neodvedla do vedlejší místnosti, kde zatemnili, když na jeho obličej položili jasnou plastovou masku další tři bytosti. Dále si údajně už nic nepamatuje krom toho, že ležel na dálnici a viděl létající talíř odlétat.
Když jsem šel směrem k tomu UFO, začal jsem mít pochybnosti o tom, co dělám. Zbytek party na mě ječel, ať jdu od toho pryč. Jenže to byl vážně docela fantastický pohled.

— Travis Walton

## Ufologové
V následujících dnech od únosu, udělil americký tabloid National Enquirer Waltonovi a jeho spolupracovníkům cenu $5000 jako nejlepší případ pozorování UFO roku poté, co prošli testy na polygrafu (detektoru lží) prováděnými National Enquirer a organizací APRO (Aerial Phenomena Research Organisation). Travis Walton, jeho starší bratr a matka byli šerifem v okrese Navajo v Arizoně označeni za dlouholeté studenty fenoménu UFO (nebo také ufology). Někteří odborníci na UFO věří, že Walton byl skutečně unesen mimozemšťany. Ufolog Jim Ledwith řekl: „Po dobu pěti dnů si úřady myslely, že ho jeho spolupracovníci zavraždili, a pak se vrátil. Všichni spolupracovníci, kteří tam byli a viděli kosmickou loď, absolvovali testy na detektoru lži a všichni prošli, kromě jednoho testu, který byl neprůkazný. “

## Skeptický pohled
Skeptici považují tento případ za podvod, popisují jej jako senzaci ze strany médií a jednoduchý způsob, jak získat peníze. Odborník na fenomén UFO Philip Julian Klass považoval Waltonův příběh za podvod, který byl spáchán za finanční zisk a objevil mnoho nesrovnalostí v účtech Travise Waltona a jeho spolupracovníků. Poté, co vyšetřoval případ, Klass uvedl, že testy polygrafu byly špatně podány a že Walton použil protiopatření polygrafu, jako je například zadržení dechu.
Spisovatel vědecké a skeptické literatury Michael Shermer kritizoval Waltonova tvrzení a řekl: „Myslím, že polygraf není spolehlivým determinantem pravdy. Myslím, že Travis Walton nebyl unesen mimozemšťany. V obou případech je síla podvodu a sebeklamu vše, co musí pochopit, co se skutečně stalo v roce 1975 a později. “ Kognitivní psycholožka Susan Clancy tvrdí, že zprávy o únosech mimozemšťany se začaly objevovat až poté, co se ve filmech a televizi objevily příběhy mimozemšťanů, a že Walton byl pravděpodobně ovlivněn televizním filmem NBC The UFO Incident, který se vysílal dva týdny před tím, než Walton popisoval stejné příznaky únosu jako Betty a Barney Hillovi. Clancy si všimla nárůstu mimozemských únosů po filmu a citovala Klassovy závěry, že „po zhlédnutí tohoto filmu by se nyní mohla osoba s malou představivostí stát okamžitou celebritou“ a dospěla k závěru, že „jednou z těchto okamžitých osobností byl Travis Walton“ .

## Média a publicita
V roce 1978 napsal Walton knihu The Walton Experience s podrobnostmi o svých tvrzení, která se stala základem pro film Oheň v Oblacích (Fire in the Sky, 1993). Paramount Pictures rozhodli, že Waltonův příběh je příliš podobný jiným televizním blízkým setkáním, a tak nařídili scenáristovi Tracy Tormé, aby napsal příběh trochu provokativněji. Walton se poté občas objevil na UFO konferencích nebo v televizi. Sponzoruje svou vlastní UFO konferenci v Arizoně nazvanou Skyfire Summit.
Třicet let po vydání knihy se Walton objevil v televizní show Moment of Truth (Moment Pravdy) na televizní stanici Fox a byl dotázán, jestli byl skutečně 5. listopadu 1975 unesen do objektu UFO, na otázku odpověděl „Ano“. Polygrafový test zjistil, že lhal.